# 喀什菊
喀什菊（学名：Kaschgaria komarovii）为菊科喀什菊属的植物。分布于蒙古、俄罗斯以及中国大陆的新疆等地，生长于海拔1,000米至2,000米的地区，多生在荒漠山坡，目前尚未由人工引种栽培。